# Вознесенский (Гомельская область)
Вознесенский (бел. Вазнясенскі) — агрогородок в Чечерском районе Гомельской области Белоруссии. Административный центр Ленинского сельсовета.

## География

### Расположение
В 6 км на юг от Чечерска, 37 км от железнодорожной станции Буда-Кошелёвская (на линии Гомель — Жлобин), 65 км от Гомеля.

### Гидрография
На реке Сож (приток реки Днепр).

## Транспортная сеть
Транспортные связи по просёлочной, затем по автодорогам, которые идут от Чечерска. Планировка состоит из прямолинейной меридиональной улицы, застроенной преимущественно односторонне деревянными домами усадебного типа.

## История
Основан в начале XX века переселенцами из соседних деревень. В 1926 году почтовое отделение, в Бердыжском сельсовете Чечерского района Гомельского округа. В 1930 году организован колхоз. Во время Великой Отечественной войны в августе-сентябре 1943 года оккупанты сожгли 22 двора и убили 11 жителей. 32 жителя погибли на фронте. В 1962 году присоединён посёлок Шоховка. В 1970 году центр колхоза имени В. И. Ленина. Расположены маслозавод, 9-летняя школа, клуб, библиотека, магазин.

## Население

### Численность
- 2004 год — 150 хозяйств, 429 жителей.

### Динамика
- 1926 год — 16 дворов, 65 жителей.
- 1940 год — 25 дворов, 115 жителей.
- 1959 год — 131 житель (согласно переписи).
- 1970 год — 50 дворов, 96 жителей.
- 2004 год — 150 хозяйств, 429 жителей.